# ليزا ماري وايت
ليزا ماري وايت (بالإنجليزية: Lisa Marie White)‏ هي عارضة سنغافورية، ولدت في 24 فبراير[بحاجة لمصدر] 1993 في سنغافورة.